# Sunamitismus
Als Sunamitismus wird eine früher populäre „Therapieform“ gegen männliche Altersschwäche und nachlassende Potenz bezeichnet. Hierbei legt sich ein alternder, schwacher Mann zu einem jungen, aber bereits geschlechtsreifen Mädchen ins Bett, ohne Geschlechtsverkehr mit ihr zu haben. Deren körperliche „Ausdünstungen“ galten als verjüngend. Der Begriff geht auf die Bibel zurück.
Bis in die Renaissance war diese Praktik verbreitet und wurde von Medizinern empfohlen. In England soll der Philosoph Francis Bacon ein Anhänger dieser Methode gewesen sein, die aus heutiger Sicht als Aberglaube anzusehen ist. Der Sunamitismus ist heute fast völlig in Vergessenheit geraten. 
Es gab angeblich eigene Häuser für Sunamitismus, die jedoch keine Bordelle waren. Im Gegenteil hatte der „Klient“ eine meist recht hohe Kaution zu hinterlegen, die verloren gegangen wäre, wenn die „Dienstleisterin“ die Jungfräulichkeit verloren hätte.
Jungfräulichkeit nämlich galt als Voraussetzung für die hohe therapeutische Wirksamkeit; nicht jungfräuliche Bettgenossinen galten als wenig wirksames Verjüngungsmittel. 

## Sunamitismus in der Bibel
Der Sunamitismus geht auf die Bibel zurück. Der alt gewordene König David „erkennt“ (das heißt, beschläft) die Bettgenossin Abischag von Sunem nicht und kommt so zu neuen Kräften, verliert also seine Impotenz:

„Als aber der König David alt war und hochbetagt, konnte er nicht warm werden, wenn man ihn auch mit Kleidern bedeckte. Da sprachen seine Großen zu ihm: Man suche unserem Herrn, dem König, eine Jungfrau, die vor dem König stehe und ihn umsorge und in seinen Armen schlafe und unseren Herrn, den König wärme. Und sie suchten ein schönes Mädchen im ganzen Gebiet Israels und fanden Abisag von Sunem und brachten sie dem König. Und sie war ein sehr schönes Mädchen und umsorgte den König und diente ihm. Aber der König erkannte sie nicht.“